# Lucas Rougeaux
Lucas Rougeaux (sinh 10 tháng 3 năm 1994) là một cầu thủ bóng đá Pháp thi đấu ở vị trí trung vệ cho KV Kortrijk ở Belgian First Division A.
Rougeaux gia nhập học viện OGC Nice năm 2008 và ra mắt tại Ligue 1 cho câu lạc bộ khi vào sân ở những phút cuối trong thất bại 4-0 trước Evian ngày 12 tháng 5 năm 2013. Anh đại diện Pháp ở các cấp độ U-18, U-19 và U-20. Anh là thành viên của đội tuyển U-19 đã vào chung kết Giải bóng đá U-19 vô địch châu Âu 2013.
Rougeaux gia nhập câu lạc bộ hạng ba Fréjus Saint-Raphaël theo dạng cho mượn ở mùa giải 2014–15.

## Thống kê sự nghiệp
Tính đến 10 tháng 6 năm 2016.
| Câu lạc bộ                  | Hạng đấu            | Mùa giải            | Giải vô địch | Giải vô địch | Cúp     | Cúp       | Cúp Liên đoàn | Cúp Liên đoàn | Tổng    | Tổng      |
| Câu lạc bộ                  | Hạng đấu            | Mùa giải            | Số trận      | Bàn thắng    | Số trận | Bàn thắng | Số trận       | Bàn thắng     | Số trận | Bàn thắng |
| --------------------------- | ------------------- | ------------------- | ------------ | ------------ | ------- | --------- | ------------- | ------------- | ------- | --------- |
| Nice                        | Ligue 1             | 2012–13             | 1            | 0            | 0       | 0         | 0             | 0             | 1       | 0         |
| Fréjus Saint-Raphaël (mượn) | National            | 2014–15             | 23           | 2            | 2       | 0         | 0             | 0             | 25      | 2         |
| Boulogne (mượn)             | National            | 2015–16             | 12           | 0            | 3       | 0         | 0             | 0             | 15      | 0         |
| Tổng cộng sự nghiệp         | Tổng cộng sự nghiệp | Tổng cộng sự nghiệp | 36           | 2            | 5       | 0         | 0             | 0             | 41      | 2         |